# Cold Visions
Cold Visions es el séptimo álbum de estudio en solitario del rapero y cantante sueco Bladee, lanzado el 23 de abril del año 2024 a través de la discográfica Trash Island. Un álbum sorpresa, Cold Visions, fue lanzado después del álbum de rock colaborativo de Bladee y Yung Lean, Psykos, el cual fue lanzado un mes previo al lanzamiento de Cold Visions.    
El Rapero Yung Lean aparece en varias canciones del álbum, que también cuenta con apariciones especiales de los cantantes Thaiboy Digital, Sickboyrari y Ecco2K. El Álbum fue producido en gran parte por F1lthy del grupo de productores Working on Dying, quien previamente habían trabajado en el mixtape de Bladee del 2017, Working on Dying, con contribuciones de una amplia gama de productores, incluidos Yung Sherman, Lusi, Woesum, Mechatok, Whitearmor, Skrillex, James Ferraro y Gabriel Schuman, quien se desempeñó como productor ejecutivo junto a Bladee del Álbum.
El sitio web HotNewHipHop destacó la canción del álbum "Terrible Excellence",  mientras que Paper destacó "Fun Fact".  En una reseña escrita por el escritor Kieran Press-Reynolds de Pitchfork, Cold Visions recibió el premio a la Mejor Música Nueva de este año con una calificación de 8,3 sobre 10. 

## Listado de canciones
| Cold Visions Track Listing |                                                                     |              |          |  |
| N.º                        | Título                                                              | Productores  | Duración |  |
| 1.                         | «Paranoia Intro»                                                    | F1lthy       | 1:10     |  |
| 2.                         | «Wodrainer»                                                         | F1lthy       | 2:33     |  |
| 3.                         | «Yung Sherman» (featuring Yung Sherman)                             | F1lthy       | 2:12     |  |
| 4.                         | «Flatline»                                                          | Woesum       | 2:54     |  |
| 5.                         | «One Second» (featuring Yung Lean)                                  | F1lthy       | 1:51     |  |
| 6.                         | «Sad Meal»                                                          | F1lthy       | 2:01     |  |
| 7.                         | «Fun Fact» (featuring Yung Lean)                                    | F1lthy       | 1:48     |  |
| 8.                         | «Only God Is Made Perfect»                                          | F1lthy       | 1:48     |  |
| 9.                         | «Don't Wanna Hang Out»                                              | F1lthy       | 1:39     |  |
| 10.                        | «I Don't Like People (Whitearmor Interlude)» (featuring Whitearmor) | Whitearmor   | 0:38     |  |
| 11.                        | «I Don't Like People» (featuring Yung Lean)                         | F1lthy       | 2:40     |  |
| 12.                        | «End of the Road Boyz»                                              | F1lthy       | 2:15     |  |
| 13.                        | «D.O.A» (with Skrillex)                                             | Lusi         | 2:20     |  |
| 14.                        | «Don't Do Drugz»                                                    | Lusi         | 1:33     |  |
| 15.                        | «Lows Partlyy»                                                      | Lusi         | 2:16     |  |
| 16.                        | «So Cold Interlude»                                                 | Yung Sherman | 1:36     |  |
| 17.                        | «Message to Myself»                                                 | Yung Sherman | 1:15     |  |
| 18.                        | «Terrible Excellence» (featuring Yung Lean)                         | F1lthy       | 2:33     |  |
| 19.                        | «Red Cross»                                                         | F1lthy       | 2:17     |  |
| 20.                        | «Lucky Luke» (featuring Thaiboy Digital and Yung Lean)              | Woesum       | 2:07     |  |
| 21.                        | «River Flows in You»                                                | F1lthy       | 1:44     |  |
| 22.                        | «King Nothingg»                                                     | F1lthy       | 2:26     |  |
| 23.                        | «Bad 4 Business»                                                    | Lusi         | 1:42     |  |
| 24.                        | «Otherside» (featuring Sickboyrari)                                 | F1lthy       | 2:35     |  |
| 25.                        | «Normal»                                                            | Lusi         | 1:18     |  |
| 26.                        | «Flexing and Finessing»                                             | F1lthy       | 3:04     |  |
| 27.                        | «PM2»                                                               | Yung Sherman | 2:08     |  |
| 28.                        | «False»                                                             | Lusi         | 2:07     |  |
| 29.                        | «Can't End on a Loss (Outro)»                                       | F1lthy       | 3:33     |  |
| 30.                        | «Cold Visions (Outro 2)» (featuring Ecco2K)                         | Whitearmor   | 3:33     |  |
| 63:00                      |                                                                     |              |          |  |

Notas
- Los títulos de las pistas están escritos en mayúsculas.

## Personal
- Gabriel Schuman – Producción ejecutiva, producción adicional, mezcla, masterización de audio, transiciones.
- Bladee – Producción ejecutiva, portada.
- James Ferraro – Efectos de sonido adicionales.
- Malibú – Efectos de sonido adicionales.
- Inef Coupe – Efectos de sonido adicionales.
- Ville Nordström – Trabajo en la Portada.
- Ecco2K – Imagen de portada y posproducción. [7] [8]